# Hungarian Open 2019 - Qualificazioni singolare
Le qualificazioni del singolare dell'Hungarian Open 2019 sono state un torneo di tennis preliminare per accedere alla fase finale della manifestazione. I vincitori dell'ultimo turno sono entrati di diritto nel tabellone principale. In caso di ritiro di uno o più giocatori aventi diritto a questi sono subentrati i lucky loser, ossia i giocatori che hanno perso nell'ultimo turno ma che avevano una classifica più alta rispetto agli altri partecipanti che avevano comunque perso nel turno finale.

## Teste di serie
1. Miomir Kecmanović (qualificato)
2. Lloyd Harris (qualificato)
3. Filip Krajinović (qualificato)
4. Yannick Maden (qualificato)

1. Sergiy Stakhovsky (ultimo turno, lucky loser)
2. Matthias Bachinger (ultimo turno, lucky loser)
3. Lukáš Rosol (primo turno, ritirato)
4. Egor Gerasimov (ultimo turno, lucky loser)

## Qualificati
1. Miomir Kecmanović
2. Lloyd Harris

1. Filip Krajinović
2. Yannick Maden

### Lucky loser
1. Sergiy Stakhovsky
2. Matthias Bachinger

1. Egor Gerasimov
2. Jannik Sinner

## Tabellone

### Legenda
| - Q = Qualificato - WC = Wild card - LL = Lucky loser | - ALT = Alternate - SE = Special Exempt - PR = Protected Ranking | - w/o = Walkover - r = Ritirato - d = Squalificato |

### Sezione 1
|  | Primo turno | Primo turno          | Primo turno          | Primo turno | Primo turno |  |  | Ultimo turno | Ultimo turno      | Ultimo turno      | Ultimo turno | Ultimo turno |  |
|  |             |                      |                      |             |             |  |  |              |                   |                   |              |              |  |
|  | 1           | Miomir Kecmanović    | Miomir Kecmanović    | 6           | 6           |  |  |              |                   |                   |              |              |  |
|  |             | Alessandro Giannessi | Alessandro Giannessi | 3           | 4           |  |  | 1            | Miomir Kecmanović | Miomir Kecmanović | 6            | 6            |  |
|  |             | Daniel Brands        | Daniel Brands        | 5           | 1           |  |  | 5            | Sergiy Stakhovsky | Sergiy Stakhovsky | 4            | 4            |  |
|  | 5           | Sergiy Stakhovsky    | Sergiy Stakhovsky    | 7           | 6           |  |  |              |                   |                   |              |              |  |

### Sezione 2
|  | Primo turno | Primo turno          | Primo turno          | Primo turno | Primo turno |  |  | Ultimo turno | Ultimo turno       | Ultimo turno       | Ultimo turno | Ultimo turno |  |
|  |             |                      |                      |             |             |  |  |              |                    |                    |              |              |  |
|  | 2           | Lloyd Harris         | Lloyd Harris         | 7           | 6           |  |  |              |                    |                    |              |              |  |
|  |             | Daniel Gimeno Traver | Daniel Gimeno Traver | 6(1)        | 3           |  |  | 2            | Lloyd Harris       | Lloyd Harris       | 7            | 6            |  |
|  |             | Filip Horanský       | Filip Horanský       | 1           | 4           |  |  | 6            | Matthias Bachinger | Matthias Bachinger | 5            | 4            |  |
|  | 6           | Matthias Bachinger   | Matthias Bachinger   | 6           | 6           |  |  |              |                    |                    |              |              |  |

### Sezione 3
|  | Primo turno | Primo turno      | Primo turno      | Primo turno | Primo turno |  |  | Ultimo turno | Ultimo turno     | Ultimo turno     | Ultimo turno | Ultimo turno |  |
|  |             |                  |                  |             |             |  |  |              |                  |                  |              |              |  |
|  | 3           | Filip Krajinović | Filip Krajinović | 7           | 6           |  |  |              |                  |                  |              |              |  |
|  |             | Roberto Marcora  | Roberto Marcora  | 5           | 2           |  |  | 3            | Filip Krajinović | Filip Krajinović | 7            | 6            |  |
|  |             | Filippo Baldi    | Filippo Baldi    | 3           | 2           |  |  | 8            | Egor Gerasimov   | Egor Gerasimov   | 62           | 1            |  |
|  | 8           | Egor Gerasimov   | Egor Gerasimov   | 6           | 6           |  |  |              |                  |                  |              |              |  |

### Sezione 4
|  | Primo turno | Primo turno   | Primo turno | Primo turno | Primo turno |  |  | Ultimo turno | Ultimo turno  | Ultimo turno  | Ultimo turno | Ultimo turno |  |
|  |             |               |             |             |             |  |  |              |               |               |              |              |  |
|  | 4           | Yannick Maden | 6           | 1           | 6           |  |  |              |               |               |              |              |  |
|  | WC          | Zsombor Piros | 4           | 6           | 3           |  |  | 4            | Yannick Maden | Yannick Maden | 6            | 6            |  |
|  | WC          | Jannik Sinner | 6           | 3           |             |  |  | WC           | Jannik Sinner | Jannik Sinner | 3            | 4            |  |
|  | 7           | Lukáš Rosol   | 2           | 0           | r           |  |  |              |               |               |              |              |  |